# Bilîi Kamin, Cecelnîk
Bilîi Kamin (în ucraineană Білий Камінь) este o comună în raionul Cecelnîk, regiunea Vinnița, Ucraina, formată numai din satul de reședință.

## Demografie
Componența lingvistică a satului Bilîi Kamin
     Ucraineană (98,52%)
     Rusă (1,14%)
     Alte limbi (0,22%)
Conform recensământului din 2001, majoritatea populației satului Bilîi Kamin era vorbitoare de ucraineană (98,52%), existând în minoritate și vorbitori de rusă (1,14%).